# Phoebe Philo
Phoebe Philo (n. 1973) es una diseñadora de moda británica. Fue directora creativa de Céline de 2008 a 2018 y directora creativa de Chloé de 2001 a 2006.

## Primeros años
Philo nació en París hija de padres británicos. Su padre, Richard, es topógrafo, mientras que su madre, Celia, es una comerciante de arte y artista gráfica que participó en la creación de la portada del álbum Aladdin Sane de David Bowie. La familia regresó a Gran Bretaña cuando ella tenía dos años y se crio en Harrow, Londres. En 1987, a la edad de 14 años, comenzó a personalizar su ropa después de recibir una máquina de coser como regalo de cumpleaños de sus padres.
Estudió en la Escuela de Arte Saint Martin en Londres, donde concluyó sus estudios en 1996. Se graduó mostrando una colección estudiantil final que The Guardian describiría más tarde como de "influencia latina y enormes joyas de oro". Rápidamente se unió a Chloé como la primera asistente de Stella McCartney para la colección de prêt-à-porter en París.

## Carrera
Philo comenzó a trabajar para Chloé en 1997 como asistente de diseño de Stella McCartney. La sucedió como directora creativa en 2001.
En 2006, Philo dejó Chloé. Durante este descanso de la industria, regresó a Londres para estar con su familia y tuvo su segundo hijo. En 2008, LVMH le ofreció un trabajo como directora creativa y miembro de la junta de la marca francesa Céline, donde montó su estudio para la compañía y continuó trabajando en Londres mientras exhibía en París. Ella aceptó y presentó su colección debut el año siguiente, la cual recibió críticas positivas.
En 2017, después de 10 años de trabajar en Céline y tras mucha especulación en los medios, se anunció que Philo dejaría el cargo de directora creativa de Céline después de la colección pre-otoño 2018. No ha anunciado cuáles son sus planes para el futuro.

### Premios
La revista Time nombró a Philo como una de las 100 personas más influyentes del mundo en 2014.
Fue nombrada Oficial de la Orden del Imperio Británico (OBE) en los Honores de Año Nuevo de 2014 por sus servicios a la moda.

## Vida personal
Philo se casó en julio de 2004 con el galerista inglés Max Wigram (n. 1966). Viven en Londres y tienen tres hijos.